# Малин, Иван Гаврилович
Иван Гаврилович Малин (1897—1966) — старшина Рабоче-крестьянской Красной Армии, участник Великой Отечественной войны, Герой Советского Союза (1943).

## Биография
Иван Малин родился 6 июля 1897 года в селе Первые Городцы (ныне — Трубчевский район Брянской области). Окончил начальную школу. В 1918 году пошёл на службу в Рабоче-крестьянскую Красную Армию. Участвовал в боях Гражданской войны. В 1921 году был демобилизован. Проживал в Талды-Курганской области Казахской ССР, работал парторгом в совхозе. В 1942 году Малин повторно был призван в армию. С мая 1943 года — на фронтах Великой Отечественной войны. Участвовал в Курской битве.
К сентябрю 1943 года гвардии старшина Иван Малин командовал отделением взвода пешей разведки 203-го гвардейского стрелкового полка 70-й гвардейской стрелковой дивизии 13-й армии Центрального фронта. Отличился во время битвы за Днепр. В ночь с 19 на 20 сентября 1943 года отделение Малина в числе первых переправилось через Днепр в районе села Домантово Чернобыльского района Киевской области Украинской ССР и приняло активное участие в боях за захват и удержание плацдарма на его западном берегу, за последующие сутки отразив большое количество немецких контратак.
Указом Президиума Верховного Совета СССР от 16 октября 1943 года за «мужество, отвагу и героизм, проявленные при форсировании Днепра» гвардии старшина Иван Малин был удостоен высокого звания Героя Советского Союза с вручением ордена Ленина и медали «Золотая Звезда» за номером 1814.
После окончания войны Малин был демобилизован. Вернулся в Казахскую ССР. Позднее проживал и работал в посёлке Сенной Саратовской области. Скончался 18 декабря 1966 года.
Был также награждён орденами Отечественной войны 2-й степени и Красной Звезды, рядом медалей.